# Chrysosoma hebereri
Chrysosoma hebereri är en tvåvingeart som beskrevs av Octave Parent 1932. Chrysosoma hebereri ingår i släktet Chrysosoma och familjen styltflugor. Inga underarter finns listade i Catalogue of Life.